# إنكار الإبادة الجماعية الكمبودية

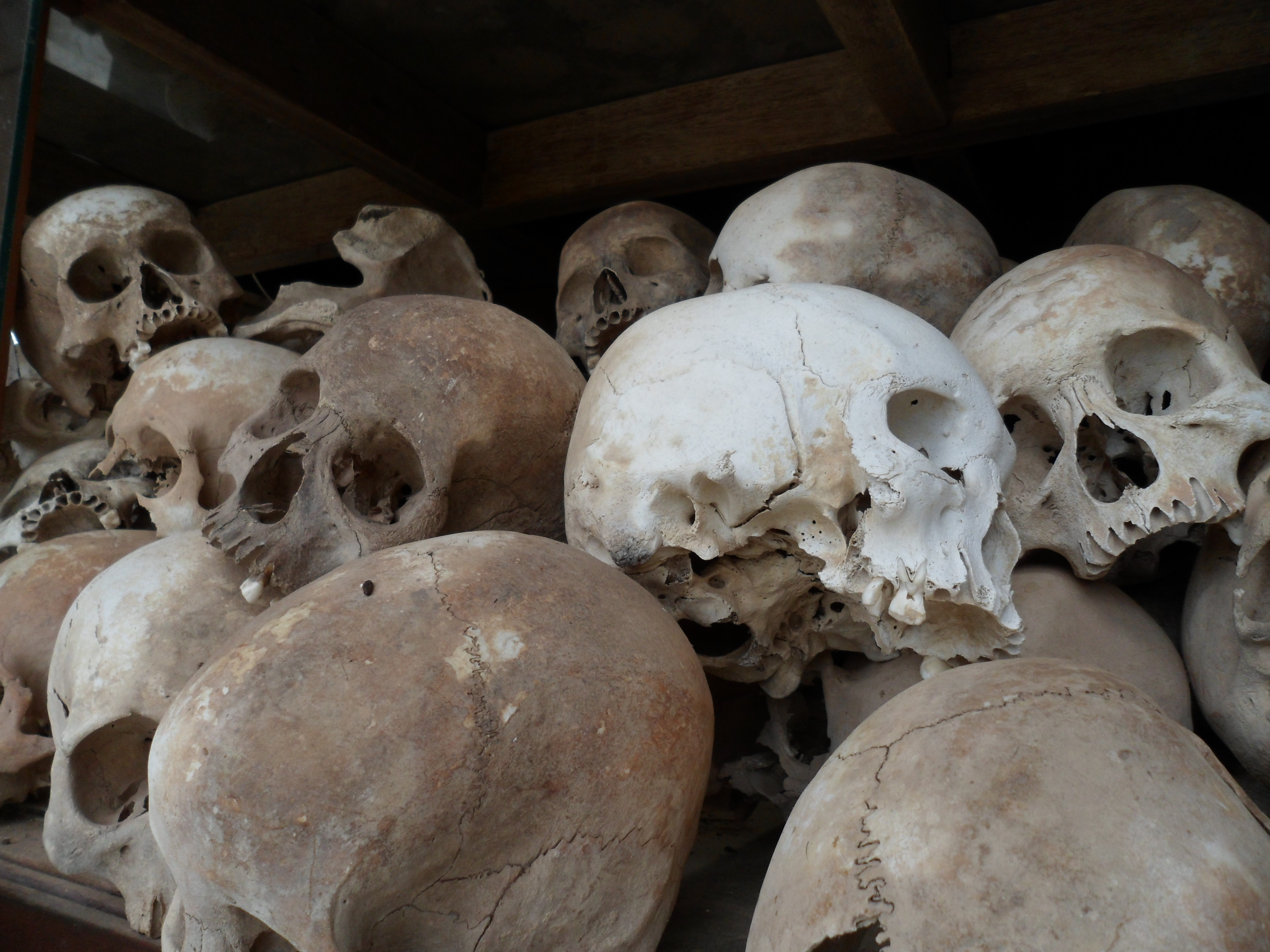

إنكار الإبادة الجماعية الكمبودية، هو الاعتقاد الذي أعرب عنه العديد من الأكاديميين الغربيين، والمتمثل بإيمانهم بوجود مبالغة كبيرة فيما يتعلّق بالفظائع التي ارتكبها نظام الخمير الحمر (1975-1979). أنكر العديد من العلماء والمفكرين الكمبوديين (الذين يعارضون التدخّل الأمريكي في حرب فيتنام) انتهاكات حقوق الإنسان المرتكبة على يد حزب الخمير الحمر أو قلّلوا من شأنها، إذ وصفوا التقارير المخالفة لآرائهم بأنّها «حكايات يرويها اللاجئون» والدعاية الأمريكية. يرى هؤلاء العلماء والمفكّرون في تولّي حزب الخمير الحمر الشيوعي لمقاليد السلطة تطوّرًا إيجابيًا بالنسبة لشعب كمبوديا، الذي تأثّر بشدّة بحرف فيتنام والحرب الأهلية الكمبودية.
وعلى الجانب الآخر من هذا الجدال، وجد المناهضون للشيوعية في الولايات المتّحدة وغيرها من الأماكن في حكم الخمير الحمر تبريرًا لاعتقاداتهم المتمثّلة بضرورة انتهاء انتصار الحكومات الشيوعية في جنوب شرق آسيا بـ «حمام دم».
كتب الباحث دونالد دبليو. بيتشلر عن الجدال الدائر حول مدى ونطاق الفظائع المرتكبة على يد حزب الخمير الحمر، إذ استنتج أنّ «العديد من مواقف الأكاديميين والإعلاميين والسياسيين مدفوعة بالأهداف السياسية إلى حد كبير» وليست نابعة من الاهتمام بالشعب الكمبودي.
خلت الساحة من الرافضين والمنكرين والمبررين إلى حد كبير، وذلك بعد ظهور أدلة قاطعة (بما في ذلك اكتشاف أكثر من 20.000 مقبرة جماعية) تؤكّد وجود عدد كبير من الوفيات، والذين يُقدّرون بين مليون إلى ثلاثة ملايين قتيل. وعلى الرغم من ذلك، استمرت الخلافات بشأن العدد الفعلي لضحايا حزب الخمير الحمر.
مارست الولايات المتّحدة الأمريكية ما وصفته واشنطن بوست على أنّه «دبلوماسية عدم التدخّل»، وذلك على خلفية الغزو الفيتنامي واحتلال كمبوديا (1978-1979). اعترفت الولايات المتّحدة بحكومة الخمير الحمر بصفتها الحكومة الشرعية لكمبوديا، بينما استنكرت «ملف الإبادة الجماعية» لحزب الخمير الحمر. مارست الولايات المتّحدة الأمريكية سياسةً تضامنيةً مع الصين وتايلاند ودول جنوب شرق آسيا التي عارضت الغزو الفيتنامي لكمبوديا.

## خلفية الأحداث
استولى حزب الخمير الحمر على العاصمة الكمبودية بنوم بنه في 17 أبريل من عام 1975، ثمّ أمر جميع السكان بإخلاء المدينة على الفور. «أجبر الشيوعيون بين مليونين وثلاثة ملايين شخص من سكّان بنوم بنه وباتامبانج وغيرها من البلدات الكبيرة على السير إلى الريف. .. دون مدّهم بالغذاء أو الماء أو المأوى أو الأمن الشخصي أو الرعاية الطبية». أسفر هذا الإخلاء عن وفاة نحو 100,000 شخص على الأقل. أُرسل سكّان المدن المجرّدون من سكنهم إلى معسكرات لإعادة التعليم أو «المستوطنات الجديدة». أُعدم جميع الموظفين الحكوميين والجنود السابقين. أصبحت كمبوديا أشبه بـ «معسكر اعتقال عملاق لسكّان المدن المؤيدين للنظام السابق، حيث يعملون حتّى الموت ولا يأكلون سوى الحساء الخفيف بينما يقومون بالأعمال الشاقة» وفقًا للصحافيين.
وضع حزب الخمير الحمر الحدود مع تايلاند تحت الحراسة، إذ لم يتمكّن سوى بضعة آلاف من اللاجئين من الوصول إلى تايلاند سالمين. اعتُبر هؤلاء اللاجئون بالإضافة إلى وكالات الأنباء الرسمية التابعة للحزب المصدر الرئيسي للمعلومات بشأن الأوضاع الكمبودية للأعوام الأربعة القادمة، وذلك نظرًا لعدم السماح بدخول الغربيين إلى كمبوديا.